# Finale du Grand Prix IAAF 2000
Navigation
Édition précédente Édition suivante
La 16e Finale du Grand Prix de l'IAAF s'est déroulée le 5 octobre 2000 au Khalifa International Stadium de Doha. Dix-huit épreuves figurent au programme (10 masculines et 8 féminines).

## Classement général

### Hommes
1. Angelo Taylor : 101 points
2. Yuriy Bilonog : 94 points
3. Adam Nelson : 93 points

### Femmes
1. Trine Hattestad : 110 points
2. Marion Jones : 104 points
3. Gail Devers : 104 points

## Résultats

### Hommes
| Épreuves          | Or                                   | Argent                                     | Bronze                              |
| ----------------- | ------------------------------------ | ------------------------------------------ | ----------------------------------- |
| 100 m             | Darren Campbell Royaume-Uni 10 s 25  | Tim Montgomery États-Unis 10 s 27          | Gregory Saddler États-Unis 10 s 41  |
| 400 m             | Mark Richardson Royaume-Uni 45 s 20  | Sanderlei Claro Parrela Brésil 45 s 25     | Greg Haughton Jamaïque 45 s 85      |
| 1 500 m           | Noah Ngeny Kenya 3 min 36 s 62       | Bernard Lagat Kenya 3 min 36 s 88          | Kevin Sullivan Canada 3 min 37 s 16 |
| 3 000 m           | Luke Kipkosgei Kenya 7 min 46 s 21   | Ali Saïdi-Sief Algérie 7 min 47 s 16       | Sammy Kipketer Kenya 7 min 47 s 31  |
| 400 m haies       | Angelo Taylor États-Unis 48 s 14     | Hadi Souan Somalyi Arabie saoudite 48 s 18 | Samuel Matete Zambie 48 s 71        |
| Triple saut       | Jonathan Edwards Royaume-Uni 17,12 m | Rostislav Dimitrov Bulgarie 17,11 m        | Onochie Achike Royaume-Uni 16,49 m  |
| Saut en hauteur   | Vyacheslav Voronin Russie 2,32 m     | Nathan Leeper États-Unis 2,30 m            | Dragutin Topić Yougoslavie 2,25 m   |
| Saut à la perche  | Tim Lobinger Allemagne 5,70 m        | Nick Hysong États-Unis 5,60 m              | Okkert Brits Afrique du Sud 5,60 m  |
| Lancer du marteau | Andriy Skvaruk Ukraine 81,43 m SB    | Koji Murofushi Japon 80,32 m               | Karsten Kobs Allemagne 79,22 m      |
| Lancer du poids   | Andy Bloom États-Unis 21,82 m CR     | Adam Nelson États-Unis 21,66 m             | John Godina États-Unis 21,51 m SB   |

### Femmes
| Épreuves          | Or                                            | Argent                                  | Bronze                                     |
| ----------------- | --------------------------------------------- | --------------------------------------- | ------------------------------------------ |
| 100 m             | Chryste Gaines États-Unis 11 s 09             | Savatheda Fynes Bahamas 11 s 10         | Zhanna Pintusevich Ukraine 11 s 16         |
| 400 m             | Lorraine Graham Jamaïque 50 s 21              | Falilat Ogunkoya Nigeria 50 s 61        | Charity Opara Nigeria 50 s 85              |
| 1 500 m           | Violeta Beclea-Szekely Roumanie 4 min 15 s 63 | Kutre Dulecha Éthiopie 4 min 15 s 75    | Nouria Benida-Merah Algérie 4 min 15 s 85  |
| 3 000 m           | Sonia O'Sullivan Irlande 8 min 52 s 01        | Leah Malot Kenya 8 min 52 s 73          | Sally Barsosio Kenya 8 min 52 s 99         |
| 100 m haies       | Gail Devers États-Unis 12 s 85                | Glory Alozie Nigeria 12 s 94            | Delloreen Ennis-London Jamaïque 12 s 96    |
| Saut en longueur  | Heike Daute-Drechsler Allemagne 7,07 m        | Dawn Burrell États-Unis 6,99 m          | Niurka Montalvo Espagne 6,87 m SB          |
| Lancer du disque  | Franka Dietzsch Allemagne 65,41 m             | Ellina Zvereva Biélorussie 63,96 m      | Beatrice Faumuina Nouvelle-Zélande 63,03 m |
| Lancer du javelot | Sonia Bisset Cuba 65,87 m PB                  | Trine Solberg-Hattestad Norvège 65,86 m | Osleidys Menéndez Cuba 65,79 m             |